# Kurt Schrader
Kurt Schrader (Bridgeport, 19 ottobre 1951) è un politico e veterinario statunitense, membro della Camera dei Rappresentanti per lo stato dell'Oregon dal 2009 al 2023.

## Biografia
Laureato alla Cornell University (dove conobbe sua moglie Martha), Schrader lavorò come veterinario fino al 1996, quando fu eletto alla Camera dei Rappresentanti dell'Oregon. Nel 2002 passò al Senato di stato e poi fu eletto alla Camera dei Rappresentanti come successore di Darlene Hooley.
Ricandidatosi per le elezioni del 2022, perse le primarie contro la compagna di partito Jamie McLeod-Skinner, venendo così costretto ad abbandonare il seggio il 3 gennaio 2023 dopo 14 anni di servizio.
Schrader è un democratico moderato e faceva parte della Blue Dog Coalition.